# Афинагор (Каввадас)
Архиепи́скоп Афинаго́р (греч. Αρχιεπίσκοπος Αθηναγόρας, в миру Але́ксандрос Кавва́дас, греч. Αλέξανδρος Καββάδας; 16 января 1884, Анемомилос, Корфу — 15 октября 1962, Лондон) — епископ Константинопольской православной церкви, архиепископ Фиатирский, ипертим и экзарх Западной и Центральной Европы.

## Биография
В 1909 году с отличием окончил богословский институт Афинского университета. В том же году рукоположён в сан диакона, а в 1910 году — в сан пресвитера.
Назначен игуменом монастыря Галатаки на Евии, а затем — помощником директора Ризарийской богословской школе в Афинах.
В 1918 году служил проповедником в Спарте. С 1918 по 1919 году получил стипендию и обучался богословию в Оксфорде.

Архимандрит Афинагор (Каввадас) во время служения в США. 1920-е годы

В 1921 году направлен Патриархом Мелетием (Метаксакисом) в новообразованную Архиепископию Северной и Южной Америки и до 1927 года служил Свято-Троицкой церкви в Сан-Франциско.
В 1937 году назначен деканом созданной тогда же Богословской школы Святого Креста в Помфрете.
31 мая 1938 года избран епископом Бостонским, викарием Американской архиепископии. 5 июня того же года в Благовещенском соборе в Бостоне состоялась его епископская хиротония, которую совершили архиепископ Афинагор (Спиру), епископ Сан-Францисский Каллист (Папагеоргапулос) и епископ Евкарпийский Богдан (Шпилька).
7 июня 1949 года избран титулярным митрополитом Филадельфийским (имеется в виду Филадельфия Лидийская в Малой Азии) и назначен представителем Константинопольского Патриархата в Афинах.
В 1950 году определён окормлять греческую паству в Австрии, Венгрии и Италии, с резиденцией в Венеции. Фактически он становится викарием Архиепископа Фиатирского и Великобританского, так как эти страны равно как и другие страны Западной Европы находились в ведении последнего.
12 апреля 1951 года был избран архиепископом Фиатирским и Великобританским.
Во время его архипастырского в Великобритании были основаны новые общины в Кентише (1957) и Камберуэлле (1962).
Обширная Фиатирская архиепископия, число приходов которой увеличивалось во время управления ею архиепископа Афинагора и в итоге стала малоуправляемой. В управлении ею архиепископу Афинагору помогали в общей сложности пять викарных епископов: епископ Ригийский Мелетий (Карабинис) для Франции, митрополит Мелитский Иаков (Кукузис), епископ Фермонский Хризостом (Цитер) для Австрии, епископ Апамейский Иаков (Вирвос) для Великобритании и епископ Равеннский Георгий (Вяльбе) для окормления эстонцев за рубежом; кроме того в ведении архиепископа Афинагора перешёл епископ Матфей (Семашко), оформлявший польскую паству в Западной Европе.
Скончался 15 октября 1962 года в больнице святого Иоанна в Лондоне. Отпевание 20 октября того же года в церкви Святой Софии в Лондоне возглавил Архиепископ Северной и Южной Америки Иаков (Кукузис). Был похоронен на кладбище святой Софии в Хендоне.